# Gumba (Litwa)
Gumba (lit. Gumbas) − wieś na Litwie, w gminie rejonowej Gierwiszki, 12 km na północny wschód od Solecznik.
W czasie II wojny światowej ludność wiejska była podejrzana przez administrację niemiecką o wspieranie partyzantów sowieckich z puszczy Rudnickiej. Wiosną 1944 roku, po akcjach sabotażowych oddziałów partyzanckich na kolei Wilno-Lida, Niemcy wysłali oddział karny i 9 kwietnia 1944 spalono wieś, mordując większość mieszkańców. W akcji brały udział wozy pancerne. W okolicy dworu zastrzelono 50 pracowników oraz uciekinierów z rejonu Białorusi. Wiele domów spalono. W 1984 r. zbudowano pomnik. W ostatnich latach miejsce kaźni zostało odnowione przez stowarzyszenie Odra Niemien.